# Feliks Krawiec
Feliks Józef Krawiec (ur. 16 lipca 1906 w Granowcu k. Odolanowa, zm. 9 września 1939 pod Łęczycą) – polski botanik.
Syn Józefa, nauczyciela, i Weroniki z Lehmannów, brat Bernarda. Uczeń Gimnazjum Męskiego w Ostrowie i Gimnazjum św. Marii Magdaleny w Poznaniu. W 1933 r. uzyskał doktorat z botaniki na Uniwersytecie Poznańskim.
Od 1934 był współpracownikiem Komisji Fizjograficznej Polskiej Akademii Umiejętności.
Czołowy polski badacz roślin zarodnikowych. Zapoczątkował wydawanie Lichenotheca polonica. Działacz na rzecz ochrony przyrody. Współpracował m.in. z prof. Adamem Wodziczką. Współautor wydanego w 1938 r. monograficznego dzieła Pomniki i zabytki przyrody Wielkopolski.
Od 1926 roku studiował botanikę na UP. Od 1929 roku pracował jako asystent w kat. Syst. i Geogr. Rośl. UP, a następnie w kat. Bot. Og. Doktoryzował się w 1933 roku, do habilitacji miał przystąpić w końcu 1939 na podst. pracy: „Stosunki geobotaniczne Płaskowyżu Staniszewskiego na Pojezierzu Kaszubskim”.
Zapoczątkował publikacje wydawnictw zielników wydając dwa zeszyty Lichenotheca Polonica z terenu Wielkopolski, za co otrzymał brązowy medal dla wychowanków UP.
W 1936 otrzymał srebrny medal za działalność naukową.
Ogółem opublikował 48 prac, w rękopisach pozostawił 7.
Poległ w czasie kampanii wrześniowej 9 IX 1939 pod Łęczycą. Jego ciało spoczywa w grobie (dokładnie w którym nie wiadomo) na cmentarzu w Tumie pod Łęczycą. Informuje o tym obeliski i wymienione imię i nazwisko pod numerem 70.